# Mae
Mae es un vocablo costarricense utilizado para referirse a cualquier persona. Este, se ha ido extendiendo a otros países de Hispanoamérica adaptándose a la idiosincrasia de cada país.

## Significado
En Costa Rica, el significado de la palabra mae puede variar dependiendo de su uso, pero básicamente es la palabra homóloga al inglés dude, por lo que es utilizada entre amigos y personas conocidas.
También es utilizada para referirse a una persona extraña, de la cual no se conoce el nombre o no se tiene confianza.
El costarriqueñismo mae puede tener diferentes significados dependiendo del tono, velocidad o contexto que estemos utilizando en el momento.
En Guatemala, El Salvador, Nicaragua y Honduras se utiliza maje con el mismo significado, pero es palabra ya en desuso en Costa Rica. De hecho, mae es una deformación de la palabra maje.
Costa Rica, Nicaragua y Honduras son los países en los que el uso de las palabras mae y maje están más generalizadas.

## Historia
Existen varias hipótesis acerca del origen de la palabra mae y maje.  Deriva de la expresión "me agarró de maje", es decir, "de tonto". Que con el tiempo derivó en la palabra "mae" pero perdió el sentido original de "tonto". Otra hipótesis pero con poco apoyo cuenta que con la expansión bananera a mediados de la década de los 70, la interacción del pueblo costarricense con los estadounidenses se vuelve cada vez más estrecha, los costarricense al estar mucho más en contacto con el idioma inglés, empieza a adoptar ciertas palabras para buscar una comunicación más efectiva, los que nos da como resultado, es una mal pronunciación de la palabra inglesa man, "hombre" en inglés, que con el tiempo derivó a mae.